# Ellenbergia glandulata
Ellenbergia es un género botánico monotípico perteneciente a la familia de las asteráceas. Su única especie: Ellenbergia glandulata es originaria de Perú.

## Descripción
Es una planta herbácea arbustiva que se encuentra en la Cordillera de los Andes en el Departamento de Cuzco a una altitud de 2000-2500 metros.
Las plantas de este género sólo tienen disco (sin rayos florales) y los pétalos son de color blanco, ligeramente amarillento blanco, rosa o morado (nunca de un completo color amarillo).

## Taxonomía
Ellenbergia glandulata fue descrita por   José Cuatrecasas Arumí  y publicado en Proceedings of the Biological Society of Washington 77: 142–144, f. 6. 1964.
Sinonimia
- Piqueria setifera Chung	 basónimo[5]